# Сант'Андреа (Перуђа)
Сант'Андреа је насеље у Италији у округу Перуђа, региону Умбрија.
Према процени из 2011. у насељу је живело 77 становника. Насеље се налази на надморској висини од 366 м.